# Plaquette 50 jaar André Kamperveenstadion
De plaquette voor 50 jaar André Kamperveenstadion werd onthuld op 29 augustus 2003 in het André Kamperveenstadion aan de Letitia Vriesdelaan in Paramaribo, Suriname. De plechtigheid werd verricht vijftig jaar na de bouw van het stadion en vijftien jaar nadat het deze naam kreeg.
André Kamperveen (1924-1982) was een voetballer, bokser, basketballer, judoka en jiujitsuka. Hij speelde voor het Surinaamse voetbalelftal en voor clubs als de Braziliaanse Paysandu SC en de Nederlandse HFC Haarlem. Na zeven jaar als leidinggevende bij Radio Apintie richtte hij het populaire station Ampie's Broadcasting Corporation Suriname (ABC Suriname) op. In het programma Man van de straat stelde het station misstanden aan de kaak. Zijn vrije berichtgeving tegen de militaire dictatuur voerde tot zijn dood. Hij was een van de vijftien slachtoffers die standrechtelijk werden geëxecuteerd tijdens de Decembermoorden.
Het nationale voetbalstadion van Suriname werd op 29 augustus 1953 officieel geopend aan de Letitia Vriesdelaan. Kamperveen was betrokken bij de voorbereiding van de feestelijke opening waarbij hij samen met gouverneur Jan Klaasesz en twee andere sporters het lint doorbrak. Ook speelde hij in de eerste voetbalwedstrijd die die dag in het stadion werd gespeeld. Vijfendertig jaar later, op 29 augustus 1988, waren de militairen terug in de kazerne en werd het stadion postuum naar hem vernoemd.
Op 29 augustus 2003 stonden Johnny Kamperveen (zoon), Angela Kamperveen (nicht), oud-voetballer Edwin Schal en een kleindochter van de voetballer Michel Kruin stil bij het 50-jarige jubileum van het stadion, toen zij een krans legden bij het standbeeld van André Kamperveen dat voor het stadion staat. Na deze plechtigheid liepen de genodigden naar het stadion waar oud-SVB-bestuurder Alex Udenhout en Jules Fernandes van de Fernandes Group in de hal de jubileumplaquette onthulden. Er waren toespraken van de sportbestuurders Louis Giskus en Ronald Phoelsingh en een dankgebed van dominee Karel Zeefuik. Ter afsluiting werd het Surinaamse volkslied gezongen.
Het stadion werd verschillende malen grondig gerenoveerd. Na de renovatie van 2008 werd ook nog een gedenksteen onthuld die eveneens in de hal van het stadion hangt.